# Bernd Krauss
Bernd Krauss (Dortmund, 8 de mayo de 1957) es un exfutbolista y entrenador alemán nacionalizado austríaco. Durante los últimos 25 años ha dirigido a equipos de varios países, como España, Alemania o Austria. Actualmente trabaja en las categorías inferiores del Étoile du Sahel.

## Carrera como entrenador
Krauss comenzó su trayectoria como entrenador en 1988, dirigiendo al SC Kapellen. Posteriormente entrenó a los jóvenes del Borussia Mönchengladbach y del 1. FC Colonia. En 1991 pasó a ser técnico del primer equipo del Borussia Mönchengladbach, con el que ganaría una Copa de Alemania años después. 
Krauss llegó a la Real Sociedad en 1997. Tuvo un éxito inmediato en el banquillo de Anoeta, ya que llevó al equipo donostiarra al tercer puesto en la Liga 1997-98. Sin embargo, la temporada 1998-99 fue bastante discreta, pues se saldó con una 10.ª posición. Fue cesado en octubre de 1999, tras sumar 9 puntos en otros tantos partidos de Liga. En febrero de 2000 llegó al Borussia Dortmund, pero no pudo obtener ninguna victoria en 10 partidos de la Bundesliga, lo que provocó su despido. Al año siguiente firmó con el RCD Mallorca, pero su estancia en la isla no llegó a los 4 meses debido a los malos resultados.
Posteriormente entrenó a varios equipos del extranjero: el Aris Salónica FC de Grecia, el FC Admira Wacker de Austria y el Pegah Gilan FC de Irán. Regresó a la Liga española de la mano del CD Tenerife en 2006, evitando el descenso en las 10 últimas jornadas de Segunda y siendo confirmado para la temporada 2006-07, pero fue destituido tras sólo 15 jornadas, dejando al equipo canario en puestos de descenso. En 2007 se hizo cargo del SK Schwadorf de Austria y posteriormente trabajó como director deportivo y entrenador del Étoile du Sahel de Túnez.

## Clubes

### Jugador
| Club                     | País             | Año         | Partidos | Goles |
| ------------------------ | ---------------- | ----------- | -------- | ----- |
| Borussia Dortmund        | Alemania Federal | 1976 - 1977 | 1        | 0     |
| Rapid Viena              | Austria          | 1977 - 1983 | 191      | 18    |
| Borussia Mönchengladbach | Alemania Federal | 1983 - 1990 | 180      | 10    |

### Entrenador
| Club                                | País     | Año         |
| ----------------------------------- | -------- | ----------- |
| SC Kapellen                         | Alemania | 1988 - 1989 |
| Borussia Mönchengladbach (amateurs) | Alemania | 1989 - 1990 |
| 1. FC Colonia (amateurs)            | Alemania | 1990 - 1991 |
| Borussia Mönchengladbach            | Alemania | 1991 - 1996 |
| Real Sociedad                       | España   | 1997 - 1999 |
| Borussia Dortmund                   | Alemania | 2000        |
| RCD Mallorca                        | España   | 2001        |
| Aris Salónica FC                    | Grecia   | 2002        |
| FC Admira Wacker                    | Austria  | 2004        |
| Pegah Gilan FC                      | Irán     | 2005        |
| CD Tenerife                         | España   | 2006        |
| SK Schwadorf                        | Austria  | 2007        |
| Étoile du Sahel                     | Túnez    | 2012        |